# 이바라정
이바라정(井原町)은 오카야마현 시쓰키군에 설치되었던 정이다. 현재의 이바라시에 해당한다.